# Liga del Fútbol Profesional Boliviano 2010
La Liga del Fútbol Profesional Boliviano 2010 è stata la 34ª edizione della massima serie calcistica della Bolivia, ed è stata vinta dal Wilstermann nel torneo di Apertura e dall'Oriente Petrolero nel Clausura.

## Formula
Il torneo di Apertura si svolge in due gironi: la prima fase determina le compagini qualificate alla seconda e il loro gruppo d'appartenenza. Le prime tre di ogni girone passano al girone per il titolo, mentre le restanti in quello dei perdenti. Il Clausura si disputa invece in un girone unico.

## Torneo Apertura

### Prima fase

#### Gruppo A
|  | Pos. | Squadra       | Pt | G  | V | N | P | GF | GS | DR |
|  | ---- | ------------- | -- | -- | - | - | - | -- | -- | -- |
|  | 1.   | The Strongest | 19 | 12 | 5 | 4 | 2 | 21 | 18 | +3 |
|  | 2.   | San José      | 18 | 12 | 5 | 3 | 4 | 24 | 19 | +5 |
|  | 3.   | Aurora        | 17 | 12 | 4 | 5 | 3 | 18 | 16 | +2 |
|  | 4.   | Univ. Sucre   | 16 | 12 | 5 | 1 | 6 | 21 | 18 | +3 |
|  | 5.   | Guabirá       | 12 | 12 | 3 | 3 | 6 | 15 | 24 | -9 |
|  | 6.   | Blooming      | 11 | 12 | 3 | 2 | 7 | 13 | 20 | -7 |

#### Gruppo B
|  | Pos. | Squadra           | Pt | G  | V | N | P | GF | GS | DR  |
|  | ---- | ----------------- | -- | -- | - | - | - | -- | -- | --- |
|  | 1.   | Bolívar           | 28 | 12 | 9 | 1 | 2 | 23 | 11 | +12 |
|  | 2.   | Oriente Petrolero | 22 | 12 | 7 | 1 | 4 | 21 | 10 | +11 |
|  | 3.   | Wilstermann       | 18 | 12 | 5 | 3 | 4 | 17 | 17 | 0   |
|  | 4.   | Real Potosí       | 16 | 12 | 5 | 1 | 6 | 11 | 19 | -8  |
|  | 5.   | La Paz            | 14 | 12 | 4 | 2 | 6 | 18 | 20 | -2  |
|  | 6.   | Real Mamoré       | 12 | 12 | 4 | 0 | 8 | 15 | 25 | -10 |

### Seconda fase

#### Gruppo per il titolo
|                    | Pos. | Squadra           | Pt | G  | V | N | P | GF | GS | DR  |
| ------------------ | ---- | ----------------- | -- | -- | - | - | - | -- | -- | --- |
| Bolivia (bandiera) | 1.   | Wilstermann       | 20 | 10 | 6 | 2 | 2 | 15 | 11 | +4  |
|                    | 2.   | Oriente Petrolero | 19 | 10 | 6 | 1 | 3 | 18 | 10 | +8  |
|                    | 3.   | Aurora            | 14 | 10 | 4 | 2 | 4 | 20 | 18 | +2  |
|                    | 4.   | The Strongest     | 13 | 10 | 3 | 4 | 3 | 15 | 14 | +1  |
|                    | 5.   | Bolívar           | 11 | 10 | 3 | 2 | 5 | 10 | 14 | -4  |
|                    | 6.   | San José          | 6  | 10 | 1 | 3 | 6 | 12 | 23 | -11 |

#### Gruppo dei perdenti
|  | Pos. | Squadra     | Pt | G  | V | N | P | GF | GS | DR  |
|  | ---- | ----------- | -- | -- | - | - | - | -- | -- | --- |
|  | 1.   | Univ. Sucre | 20 | 10 | 6 | 2 | 2 | 20 | 10 | +10 |
|  | 2.   | Blooming    | 19 | 10 | 6 | 1 | 3 | 21 | 15 | +6  |
|  | 3.   | Real Potosí | 16 | 10 | 5 | 1 | 4 | 19 | 16 | +3  |
|  | 4.   | La Paz      | 11 | 10 | 3 | 2 | 5 | 17 | 17 | +3  |
|  | 4.   | Real Mamoré | 11 | 10 | 3 | 2 | 5 | 10 | 20 | -10 |
|  | 6.   | Guabirá     | 9  | 10 | 3 | 0 | 7 | 10 | 19 | -9  |

### Verdetti
- Wilstermann campione dell'Apertura
- Wilstermann in Coppa Libertadores 2011
- Oriente Petrolero e Universitario in Copa Sudamericana 2010

### Classifica marcatori
| Gol |  |  | Giocatore              | Squadra           |
| --- |  |  | ---------------------- | ----------------- |
| 18  |  |  | Cristian Omar Díaz     | San José          |
| 13  |  |  | Jair Reinoso           | Aurora            |
| 11  |  |  | José Alfredo Castillo  | Blooming          |
| 11  |  |  | Juan Maraude           | Real Mamoré       |
| 11  |  |  | Roberto Galindo        | Univ. Sucre       |
| 11  |  |  | William Ferreira       | Bolívar           |
| 10  |  |  | Helmut Gutiérrez       | Real Potosí       |
| 9   |  |  | Carlos Enrique Saucedo | Aurora            |
| 8   |  |  | Jorge Andrés Ramírez   | Oriente Petrolero |

## Torneo Clausura
|                    | Pos. | Squadra           | Pt | G  | V  | N | P  | GF | GS | DR  |
| ------------------ | ---- | ----------------- | -- | -- | -- | - | -- | -- | -- | --- |
| Bolivia (bandiera) | 1.   | Oriente Petrolero | 40 | 22 | 12 | 4 | 6  | 38 | 26 | +12 |
|                    | 2.   | Bolívar           | 36 | 22 | 10 | 6 | 6  | 37 | 28 | +11 |
|                    | 3.   | Aurora            | 34 | 22 | 10 | 4 | 8  | 34 | 30 | +4  |
|                    | 3.   | San José          | 34 | 22 | 10 | 4 | 8  | 39 | 37 | +2  |
|                    | 5.   | Guabirá           | 32 | 22 | 9  | 5 | 8  | 22 | 28 | -6  |
|                    | 6.   | Blooming          | 31 | 22 | 9  | 4 | 9  | 28 | 26 | +2  |
|                    | 7.   | Real Potosí       | 29 | 22 | 8  | 5 | 9  | 38 | 35 | +3  |
|                    | 7.   | The Strongest     | 29 | 22 | 10 | 2 | 10 | 37 | 36 | +1  |
|                    | 9.   | Real Mamoré       | 28 | 22 | 7  | 7 | 8  | 21 | 30 | -9  |
|                    | 10.  | La Paz            | 26 | 22 | 7  | 5 | 10 | 33 | 36 | -3  |
|                    | 11.  | Wilstermann       | 22 | 22 | 5  | 7 | 10 | 26 | 32 | -6  |
|                    | 11.  | Univ. Sucre       | 22 | 22 | 5  | 7 | 10 | 24 | 33 | -9  |

### Spareggio retrocessione
Disputato tra la penultima classificata in massima serie e la seconda classificata della seconda divisione.

#### Andata
| Trinidad 9 dicembre 2010                                                         | Real Mamoré | 2 – 1            | Real América | Estadio Gran Mamoré |
| \| \| \| \| \| Camacho 15’ Cortez 42’ (rig.) \| Marcatori \| 93’ (rig.) Navas \| |             |                  |              |                     |
|                                                                                  |             |                  |              |                     |
| Camacho 15’ Cortez 42’ (rig.)                                                    | Marcatori   | 93’ (rig.) Navas |              |                     |

#### Ritorno
| Santa Cruz de la Sierra 12 dicembre 2010                                                                      | Real América | 3 – 4                                      | Real Mamoré | Estadio Ramón Tahuichi Aguilera |
| \| \| \| \| \| Giles 15’ Montero 62’ Cantie 76’ \| Marcatori \| 15’ Palavicini 56’ Cortez 77’, 89’ Maraude \| |              |                                            |             |                                 |
| |              |                                            |             |                                 |
| Giles 15’ Montero 62’ Cantie 76’                                                                              | Marcatori    | 15’ Palavicini 56’ Cortez 77’, 89’ Maraude |             |                                 |

### Verdetti
- Oriente Petrolero campione del Clausura
- Oriente Petrolero e Bolívar in Coppa Libertadores 2011
- Wilstermann retrocesso
- Nacional Potosí promosso dalla seconda divisione

### Classifica marcatori
| Gol |  |  | Giocatore             | Squadra       |
| --- |  |  | --------------------- | ------------- |
| 14  |  |  | William Ferreira      | Bolívar       |
| 12  |  |  | Cristian Maciel Ruiz  | Real Potosí   |
| 11  |  |  | José Alfredo Castillo | Blooming      |
| 11  |  |  | Zé Carlos             | Bolívar       |
| 11  |  |  | Pablo Osvaldo Vásquez | The Strongest |
| 10  |  |  | Régis de Souza        | San José      |
| 10  |  |  | Roberto Galindo       | Univ. Sucre   |
| 9   |  |  | Jair Reinoso          | Aurora        |
| 8   |  |  | Juan Maraude          | Real Mamoré   |
| 8   |  |  | Carlos Eduardo Vargas | La Paz        |
| 7   |  |  | Augusto Andaveris     | Real Potosí   |
| 7   |  |  | Ezequiel Juárez       | Guabirá       |